# 有田川
有田川（ありだがわ）は、紀伊半島の西部を流れる河川。和歌山県中北部を流れる二級水系の本流である。

## 地理
和歌山県伊都郡高野町の楊柳山（ようりゅうざん、標高1008.5m）に発し、概ね南西に流路をとり、金屋地点付近で早月谷川を合わせて流向を西に転じ、紀伊水道に注いでいる。流域面積は約467.8km2、幹川流路延長は約94kmである。
有田川流域の土地利用は、山林が約83%、宅地が約3%、水田・畑が約14%である。
有田川流域は温暖な気候で、ミカン類やブドウなどの果樹、トマトなどの野菜の栽培が盛んである。特にミカンは「有田みかん」の産地として知られており国内指折りのミカン生産地である。また山椒栽培も盛んで、上流部の旧清水町は貴志川上流と並ぶ主産地である。
河口に有田市があり集落が開けているが川幅が広く、全域を含めて水質は良好である。二川ダムより上流は旧自治体名で清水町と名付けていたように、紀北屈指の清流としても知られ、比較的阪神地方に近いことから河岸沿いにキャンプ場が林立しているほか、流れも緩やかで浅瀬も多いため、川遊び目的の観光客も多い。また鮎釣りが盛んであり、県内で最も早く5月初日に鮎釣りが解禁される。
また上流部には棚田百選などにも選出されたあらぎ島がある。

## 流域の自治体
和歌山県
伊都郡高野町、かつらぎ町、有田郡有田川町、有田市

## 並行する交通

### 鉄道
- JR西日本 紀勢本線（藤並駅〜箕島駅間で並行、藤並駅〜紀伊宮原駅間で渡河）

かつては吉備町域を有田鉄道が並行していたものの、2002年12月31日限りで廃止された。

### 道路

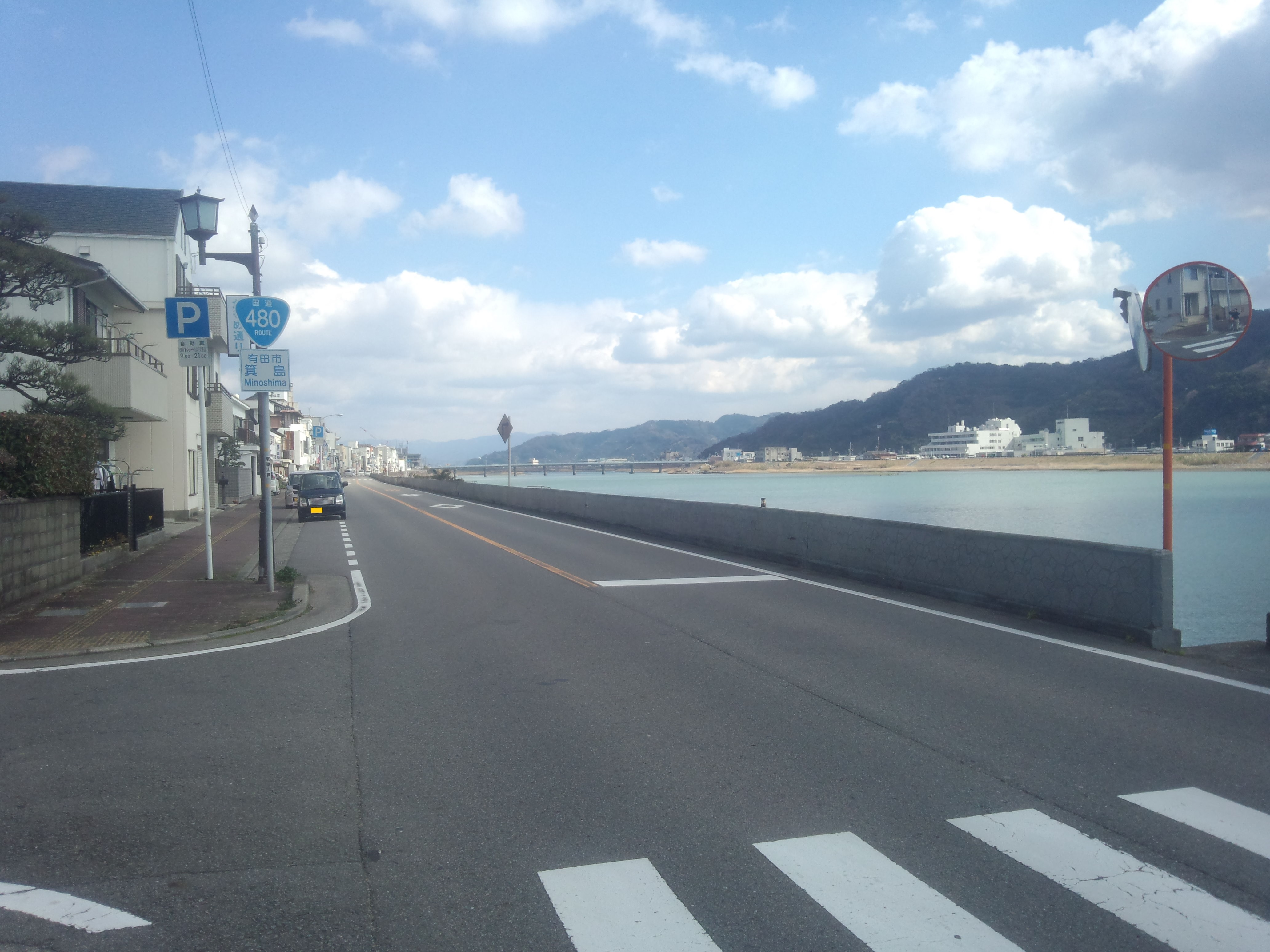
最下流部の有田市箕島の有田川。手前に見える道路は国道480号である。

- 国道371号 - 最上流部と並行するように作られた。
- 国道480号 - 上流部から河口付近の有田大橋まで並行するように作られた。
- 和歌山県道22号吉備金屋線 - かつての吉備町役場付近から紀勢本線の藤並駅付近まで、国道480号とは反対側の南岸を通る。
- 国道42号 - 藤並駅付近から有田大橋まで、国道480号とは反対側の南岸を通る。

## 橋脚
- 田殿橋
- 田殿大橋
- 有田東大橋
- 宮原橋
- 有田中央大橋
- 保田大橋
- 安諦橋
- 有田大橋